# Leucanopsis rufoochracea
Leucanopsis rufoochracea är en fjärilsart som beskrevs av Rothschild 1922. Leucanopsis rufoochracea ingår i släktet Leucanopsis och familjen björnspinnare. Inga underarter finns listade i Catalogue of Life.